# Teofrast

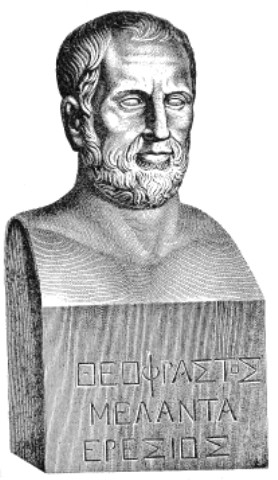
Bust de Teofrast

Teofrast (grec antic: Θεόφραστος, llatí: Theophrastus; Eresos, 372 aC-287 aC) fou un filòsof grec nadiu d'Eresos, a Lesbos, segons diu Estrabó.

## Biografia
Va estudiar filosofia a la seva ciutat natal amb Leucip o Alcip, de qui no se sap res. Va anar a Atenes i es va unir a l'Acadèmia de Plató i, després, a Aristòtil al Liceu. El seu nom era Tírtam, però Aristòtil li'l va canviar per Teofrast, segons es diu per indicar la gràcia de la seva conversa (del grec antic Θεός "déu" i φράζειν "aconsellar, instruir", és a dir, "expressió divina"), segons Estrabó i Diògenes Laerci.
Quan Aristòtil va anar a Calcis, Teofrast va ser nomenat el seu successor al capdavant del Liceu. Se sap que tenia terres a Estagira, la ciutat natal d'Aristòtil, on podria haver rebut lliçons mentre Aristòtil residia allà, i que era amic de Cal·lístenes, company d'Alexandre el Gran.
Es diu que va tenir dos mil deixebles, entre els quals hi ha el poeta còmic Menandre d'Atenes. Va ser molt apreciat per Filip II de Macedònia, Cassandre de Macedònia i Ptolemeu I Sòter, i era ben vist a Atenes, on no va poder tirar endavant un judici que algú li va obrir per impietat. No obstant això, quan, segons un decret de Sòfocles de Súnion, els filòsofs van haver de marxar d'Atenes, Teofrast va sortir de la ciutat, fins que Filó d'Atenes va aconseguir la retirada de la llei l'any següent.
Va morir a una edat avançada, a 85 anys o més, segons Diògenes Laerci i Jeroni d'Estridó diu que va viure 107 anys. A la seva mort, se li va fer un funeral públic, i tot el poble va participar en el seu enterrament.
La seva obra més famosa i de la qual s'han conservat més fragments és Caràcters, que descriu els trets psicològics de trenta tipus de persones. Va escriure també sobre l'amor, l'amistat, la vellesa, i sobretot destaca en les seves obres sobre botànica, on descriu més de cinc-centes espècies de plantes desconegudes fins aleshores. En destaca l'obra De historia plantarum. Cal destacar també l'obra Opinions dels físics (Περὶ φυσικῶν ἱστοριῶν), que és una història dels filòsofs.

## Filosofia
El seu pensament està influït per Aristòtil, però només es poden determinar parcialment les seves opinions a través dels comentaris de crítics posteriors com Alexandre d'Afrodísies i Simplici, ja que moltes de les seves obres s'han perdut. Considerava que el moviment era el principi de tot, entès com a canvi en sentit ampli. El temps és, per a ell, els diferents moments o estats del canvi, mentre que l'espai no existeix com a principi, sinó que sorgeix d'establir la progressió dels canvis. Aquest canvi global esdevé aleshores arkhé, substituint altres elements postulats pels seus contemporanis.
També l'activitat humana s'explica en termes de moviment, i per exemple els sentiments són els moviments de l'ànima i el pensament el de la ment. Quant a l'ètica que ha de regir aquest moviment o activitat, l'objectiu és assolir la felicitat mitjançant l'amistat i la virtut. La virtut es basa sobretot a no fer mal a ningú, incloses les altres criatures (certs textos apareixen com el precedent del vegetarianisme).

## Obres

Historia plantarum, 1549.

Teofrast va ser un escriptor prolífic. Diògenes Laerci indica els títols de 229 obres seves.

Una llista de les seves obres és la següent:
- Ἠθικοὶ χαρακτήρες Caràcters.[7]
- Περὶ λίθων De lapidibus (Sobre les pedres).[8][9]
- περὶ ὀσμῶν. De les olors.[10][11]
- περὶ κόπων. De lassitudine (Sobre el cansament).[12]
- περὶ ἰλίγγων. Del vertigen.[13][14][15]
- περὶ ἱδρώτων ("Peri idróton", Sobre la suor)
- περὶ λειποψυχίας ("Peri leipopsichias", Sobre els desmais)
- περὶ παραλύσεως (Peri paralíseos", Sobre la paràlisi)
- περὶ μέλιτος ("Peri melitos", Sobre la mel)
- περὶ μεταρσίων ("Peri metarsíon", Que s'aixeca a l'aire), sobre meteorologia.
- Zoologia
- τῶν μετὰ τὰ φυσικά ("Ton meta ta fisika" Metafísica).[16]
- Analytica I
- Analytica II
- Contra les fal·làcies
- Principis de la filosofia natural
- Fenòmens meteorològics
- El cel
- Fred i calor i agua
- περὶ πυρός ("Peri pyrós", Sobre el foc)
- περὶ ἀνέυων (Peri aneuon", Sobre el vent.[17]
- περὶ σημείων ὑδάτων καὶ πνευμάτων καὶ χειμώνων καὶ εὐδιῶν ("Peri semeion ydaton kai pneumaton kai cheimonon kai eudion",Signes de les aigües, els vents i les tempestes).[18]
- L'ànima i la percepció
- Història natural (continuació d'Aristòtil) en què destaca l'obra sobre botànica: περὶ φυτῶν ἱστορία (De historia plantarum) en deu llibres i Περὶ φυτικῶν αἰτιῶν ("Perí phitikon aítion", De causis plantarum Sobre les causes de les plantes)
- Col·lecció de problemes
- Matemàtiques i la seva història
- περὶ καταφάσεως καὶ ἀποφάσεως ("Peri kataphaseos kai apophaseos", Sobre l'afirmació i la negació)
- περὶ χρωμάτων ("Peri chromaton", Sobre els colors).[19]
- ἀνηγμένων λόγων εἰς τὰ σχήματα ("Anegménon lógon eís tá schemata" Reducció dels arguments de les paraules), sobre el sil·logisme.
- περὶ ἀναλύσεως συλλογισμῶν ("Peri analyseos sillogismoi", Sobre la resolució dels sil·logismes)
- περὶ τοῦ ποσαχῶς o περὶ τοῦ πολλαχῶς (Perí tou posachos o Peri tou pollachos", Sobre l'ambigüitat de les paraules)